# Drehstromleitung

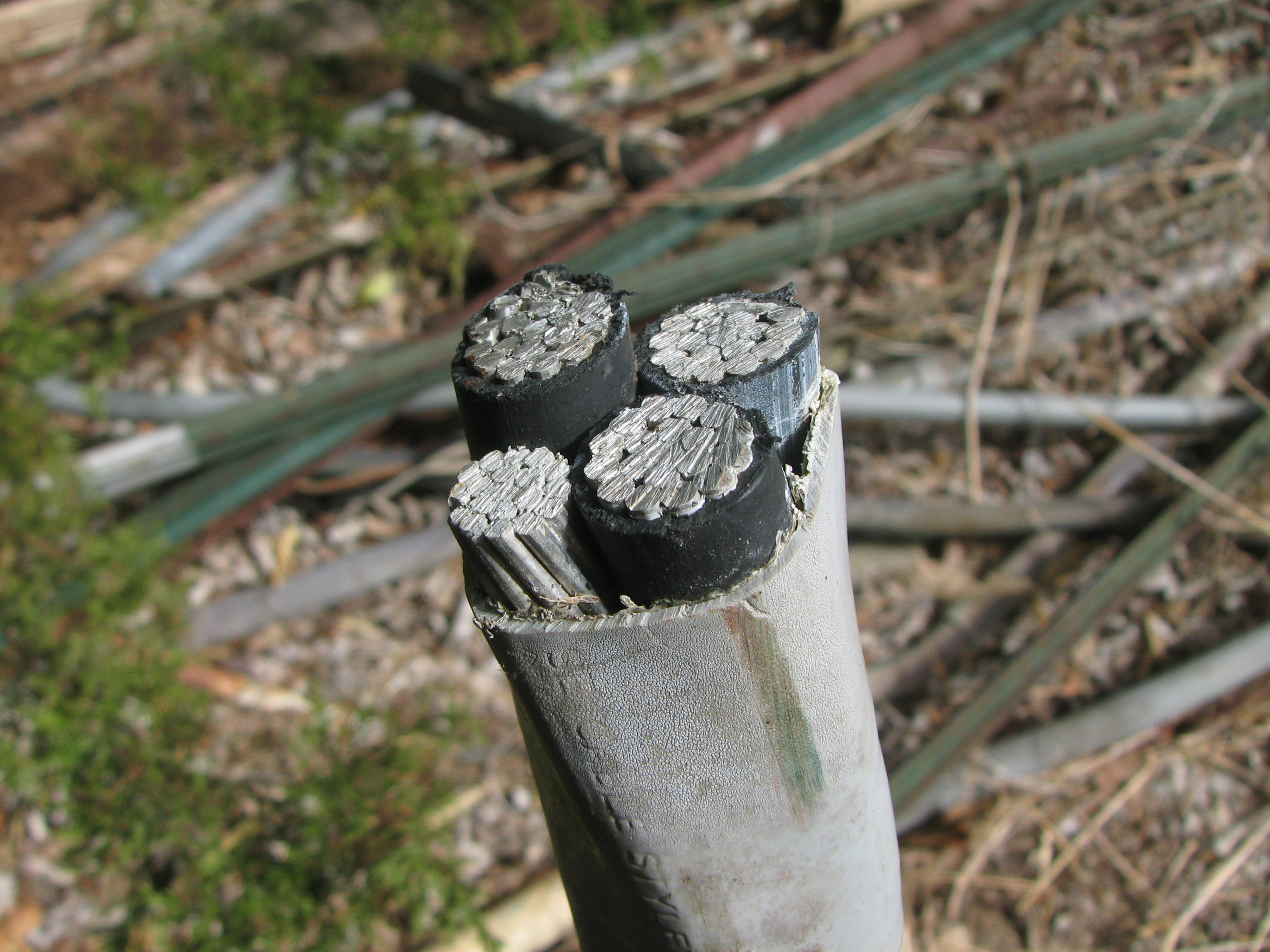
Querschnitt eines Drehstromkabels für Niederspannung

Eine Drehstromleitung ist eine elektrische Leitung für Dreiphasenwechselstrom. Neben den drei Außenleitern weist sie in der Regel einen PEN-Leiter auf, oder einen Schutzleiter und einen Neutralleiter.
Übliche Bauarten von Drehstromleitung sind:
- Freileitungen (ohne Schutzleiter)
- Hochspannungskabel, in denen die einzelnen Leiter in koaxialer Bauform ausgeführt sind
- mehradrige Kabel für Niederspannung.[1]

## Kennzeichnung im Niederspannungsnetz
Die für Drehstromleitungen in Niederspannungsnetzen zulässigen Leiterfarben und Kennzeichnungen für Anschlussklemmen sind in mehreren Normen festgelegt.
In der DIN EN 60445; VDE 0197:2011-10 werden allgemeine Regeln für die Anwendung von bestimmten Farben oder alphanumerischen Zeichen für die Kennzeichnung von elektrischen Leitern festgelegt. Die Absicht dahinter ist, Doppeldeutigkeit zu vermeiden und eine sichere Betriebsweise sicherzustellen. Diese Farben oder alphanumerischen Zeichen für Leiter sind für die Anwendung in Kabeln und Leitungen oder Adern, Sammelschienen, Geräten und Installationen vorgesehen.
Aus der DIN VDE 0100-510:2011-03 sind unter Abschnitt 514.3 die folgenden verbindlichen Kennzeichnungen zu entnehmen:
- der Schutzleiter (PE) mit der Zwei-Farben-Kombination „Grün-Gelb“
- der Neutralleiter (oder Mittelleiter) mit der Farbe „Blau“
- Außenleiter mit den Farben „Braun“, „Schwarz“ oder „Grau“; die Verwendung nur einer dieser Farben für alle Außenleiter eines Stromkreises ist zulässig.

Für alle Leiter ist die Farbkennzeichnung jeweils über die ganze Länge gefordert.
Im Falle des Schutzleiters darf die Farbkombination „Grün-Gelb“ für keinen anderen Zweck verwendet werden. Die Einzelfarben „Grün“ und „Gelb“ dürfen in Drehstromleitungen grundsätzlich nicht verwendet werden.
Die Kennzeichnung von isolierten Leitern in starren und flexiblen Kabeln und Leitungen mit zwei bis fünf Adern muss DIN VDE 0298-300:2009-09 entsprechen. Davon ausgenommen sind Versorgungskabel von Netzbetreibern bis zur Übergabestelle an den Kunden.

## Normen
- DIN EN 60445 VDE 0197:2011-10 – Grund- und Sicherheitsregeln für die Mensch-Maschine-Schnittstelle – Kennzeichnung von Anschlüssen elektrischer Betriebsmittel, angeschlossenen Leiterenden und Leitern (IEC 60445:2010); Deutsche Fassung EN 60445:2010
- DIN VDE 0100-510:2011-03 – Errichten von Niederspannungsanlagen Teil 5-51: Auswahl und Errichtung elektrischer Betriebsmittel – Allgemeine Bestimmungen (IEC 60364-5-51:2005, modifiziert); Deutsche Übernahme HD 60364-5-51:2009
- DIN VDE 0298-308:2009-09 – Leitfaden für die Verwendung harmonisierter Niederspannungsstarkstromleitungen; Deutsche Fassung HD 516 S2:1997 + A1:2003 + A2:2008